# San Francisco (Acatepec)

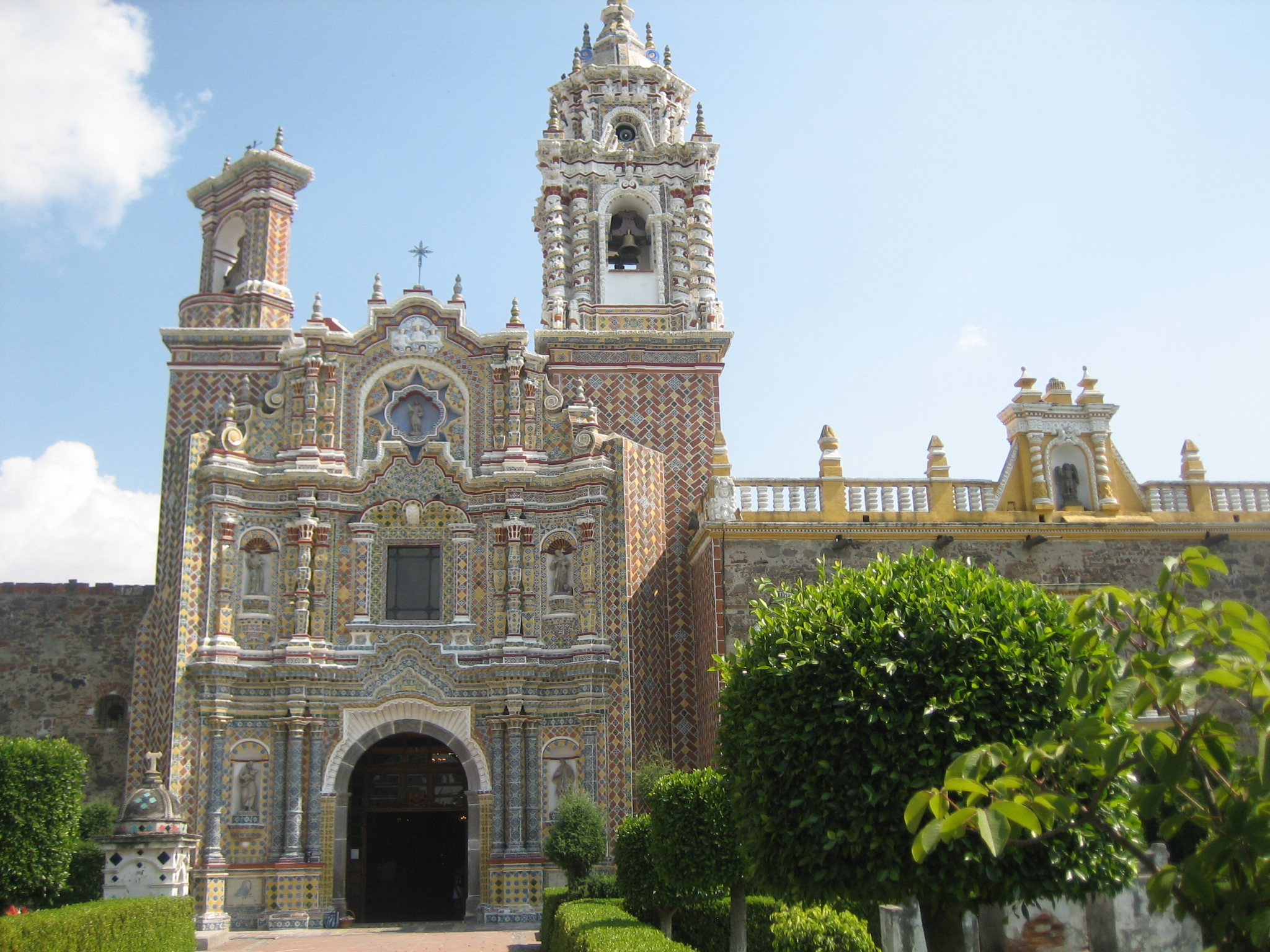
Kirche San Francisco in Acatepec

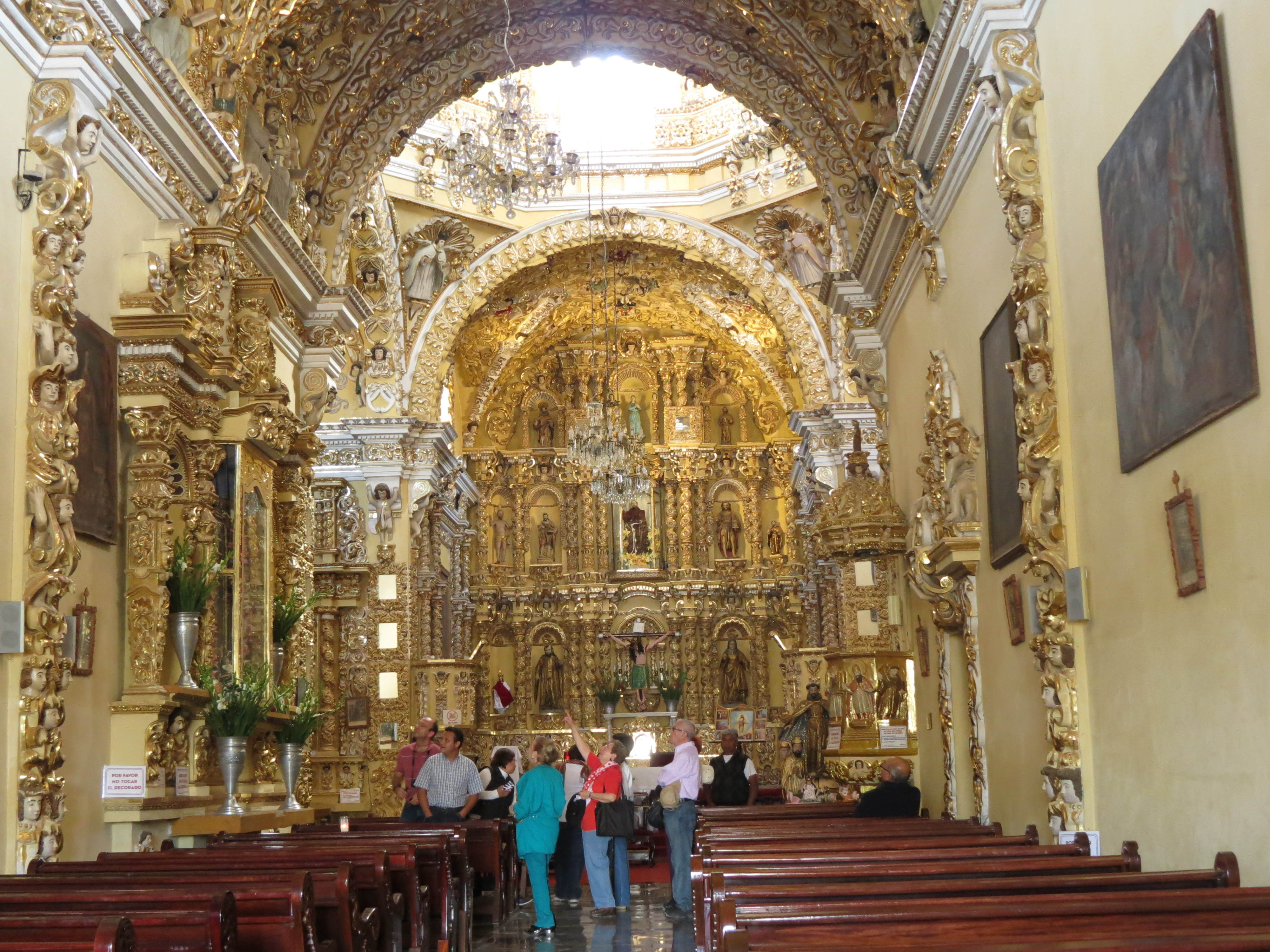
Innenansicht

Die katholische Kirche San Francisco in Acatepec, einer Stadt im Bundesstaat Puebla in Mexiko, wurde in der Mitte des 18. Jahrhunderts errichtet. Die Kirche ist einer der bedeutendsten indianisch beeinflussten Barockbauten Lateinamerikas. Sie ist ein geschütztes Kulturdenkmal.
Die Fassade ist mit Azulejos und roten Ziegeln verkleidet. Das Innere, das nach einem Brand 1939 originalgetreu wiederhergestellt wurde, ist reich mit Gipsstuckaturen ausgeschmückt.
Eine internationale Bekanntheit erlangte das Bauwerk in der zweiten Hälfte der 1940er-Jahre, weil der renommierte Filmregisseur Emilio Fernández sein Revolutions-Melodram Enamorada in und um Cholula ansiedelte (Acatepec liegt im Verwaltungsbezirk San Andrés Cholula in östlicher Nachbarschaft zum Vulkan Popocatépetl) und darin zahlreiche Außen- wie auch Innenaufnahmen von der imposanten Kirche einbaute. Der an Weihnachten 1946 veröffentlichte Film war im darauffolgenden Jahr auf den Filmfestspielen in Cannes für den Hauptpreis nominiert und genießt in seiner Heimat Kultstatus, belegte Platz 12 in einem 1994 von Experten erstellten Ranking der besten mexikanischen Filme aller Zeiten.